# Yasiin Bey
Yasiin Bey, geboren als Dante Terrell Smith (Brooklyn (New York), 11 december 1973), vroeger bekend onder zijn artiestennaam Mos Def, is een Amerikaanse rapper en acteur. Yasiin Bey begon aan zijn rapcarrière als lid van de Native Tongue Posse rapgroep, en door te verschijnen op albums van Da Bush Babees en De La Soul. Hij bracht samen met rapper Talib Kweli een album uit, onder de naam Black Star. Dit album werd goed ontvangen. Hij had ook veel invloed op de grote underground hiphop-beweging in de jaren 90, aangevoerd door Rawkus Records. Zijn naam is afgeleid van de Engelse term "most definitely" ("zeer zeker").
Begin 21ste eeuw begon Bey aan zijn acteercarrière. Hij is een van de weinige rappers die succesvol is met zijn acteercarrière. Bey is tevens een criticus van sociale en politieke kwesties.

## Biografie
Yasiin Bey werd geboren als Dante Terrell Smith te Brooklyn (New York), 11 december 1973. Hij is de zoon van Sheron Smith en Abdul Rahman. Hij heeft twee jongere broers: DCQ en Abdul Rahman, die ook wel bekendstaat als "Gold Medal Man," de DJ van Bey. Hij heeft ook een jongere zus. Def groeide op tijdens de gouden eeuw van de hiphop. Hij rapt en acteert al sinds zijn negende.

### Rapcarrière
Bey begon aan zijn muziekcarrière in 1994. Hij vormde samen met zijn broertje DCQ en zijn zusje Ces de groep Urban Thermo Dynamics. Ondanks hun contract bij Payday Records, bracht de groep slechts twee singles uit. Het bijbehorende debuutalbum Manifest Destiny werd pas in 2004 uitgebracht door Illson Media. In 1996 begon Def als soloartiest te werken. Hij werkte onder anderen samen met De La Soul en Da Bush Babees, alvorens hij zijn eerste single uitbracht, "Universal Magnetic" wat een grote underground-hit werd.
Bey vormde samen met Talib Kweli de rapgroep Black Star, nadat ze een contract kregen bij Rawkus Records. Ze brachten een album uit onder de naam Mos Def and Talib Kweli are Black Star. Het album werd in 1998 uitgebracht en werd grotendeels geproduceerd door Hi-Tek.
Bey bracht zijn solo debuutalbum Black on Both Sides in 1999 uit onder Rawkus. Def was ook te horen op de compilatiealbums van Rawkus, Lyricist Lounge en Soundbombing. Nadat Rawkus failliet ging, tekende Def bij Interscope/Geffen. Onder deze platenmaatschappij bracht hij zijn tweede soloalbum The New Danger uit in 2004.
The New Danger kreeg veel kritiek omdat er op het album gebruik werd gemaakt van veel muziekstijlen door elkaar, onder anderen soul, blues, en rock. Hij kreeg ook hulp van zijn rockband Black Jack Johnson. Deze band bestond uit leden van de bands Bad Brains en Living Colour.
Beys laatste soloalbum onder Interscope/Geffen, True Magic, werd op 29 december 2006 stilletjes uitgebracht. In 2007 verscheen er nog een soloalbum: Mos Definitie. Dit album werd echter uitgebracht onder platenlabel Frequent M (Groove Attack).
Op 6 juni 2009 verscheen zijn nieuwste album "The Ecstatic" onder Downtown Records. Deze is zeer positief ontvangen, en genomineerd voor een Grammy Award.
Bey is verscheidene malen genomineerd voor een Grammy Award. In 2004 werd het nummer "Ghetto Rock" van zijn album The New Danger genomineerd. In 2007 werd "Undeniable" genomineerd voor Best Rap Solo Performance. In 2009 is zijn nieuwe album "The Ecstatic" genomineerd voor Best Rap Album.

### Acteercarrière

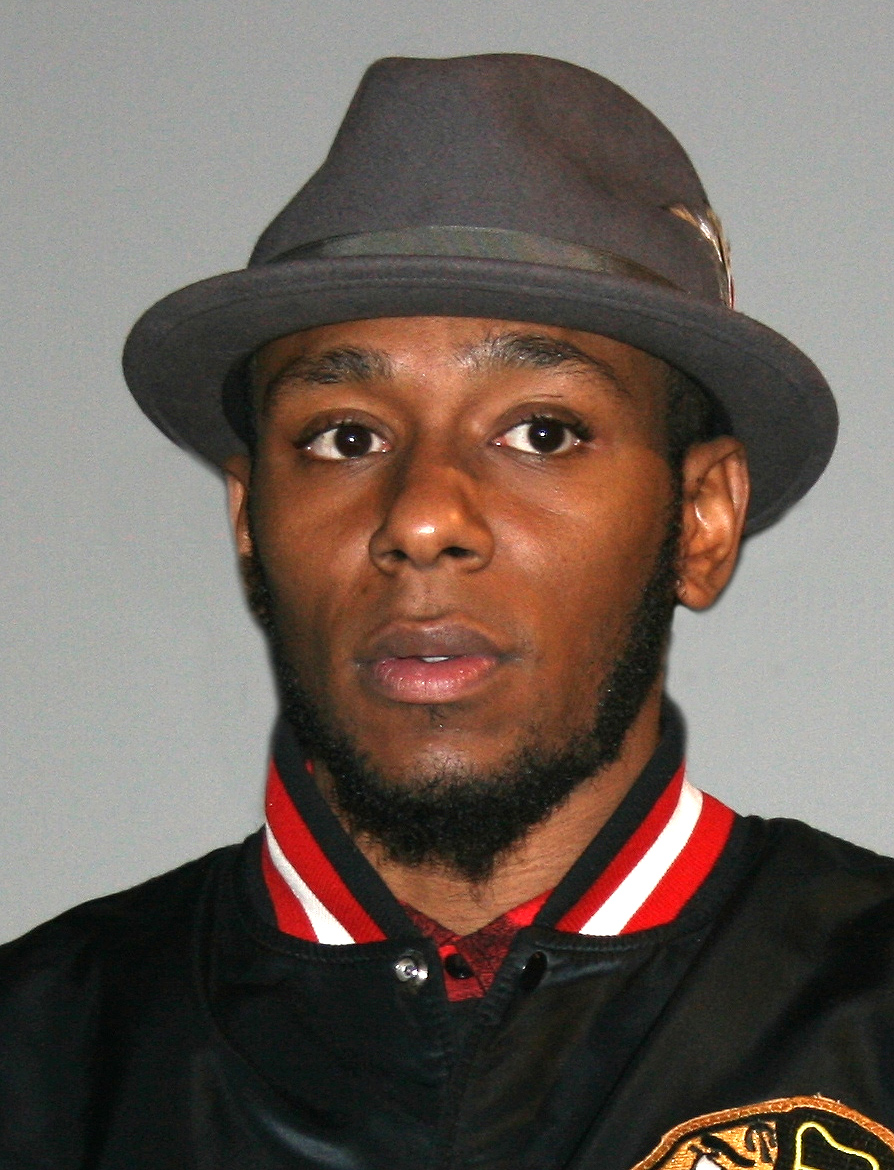
Mos Def (2008)

Bey begon al aan zijn professionele acteercarrière op zijn 14e, toen hij verscheen in de televisiefilm God Bless the Child, met Mare Winningham. Hij speelde ook een grote rol in de Amerikaanse comedy You Take the Kids, waar onder anderen Nell Carter en Roger E. Mosley in meespeelden. Daarnaast speelde hij Bill Cosby's handlanger in de detectiveshow The Cosby Mysteries. In 2011 speelden hij brother Sam in het zesde seizoen van Dexter.
Hij werd een steeds bekendere acteur, en speelde onder andere in de grote films Brown Sugar (2002), The Italian Job (2003), Something the Lord Made (2004) The Hitchhiker's Guide to the Galaxy (2005), 16 Blocks (2006) en Be Kind Rewind (2008). Hij kreeg veel nominaties voor awards, en won onder andere de prijs voor Best Actor, Independent Movie bij de Black Reel Awards.

### Privéleven
Bey was 9 jaar getrouwd met Maria Yepes-Smith, toen ze scheidden in 2005.

## Discografie
| Titel                        | Uitgebracht       | Certificatie | Billboard 200 hitlijst-positie | R&B/Hip-Hop hitlijst-positie | Singles                                                          |
| ---------------------------- | ----------------- | ------------ | ------------------------------ | ---------------------------- | ---------------------------------------------------------------- |
| Black Star (met Talib Kweli) | 1998, 26 augustus |              | #53                            | #13                          | "Definition"/"Twice Inna Lifetime", "Respiration"                |
| Black on Both Sides          | 1999, 12 oktober  | Goud         | #25                            | #3                           | "Ms. Fat Booty"/"Mathematics", "Umi Says"                        |
| The New Danger               | 2004, 19 oktober  | Goud         | #5                             | #2                           | "Sex, Love & Money"/"Ghetto Rock"                                |
| True Magic                   | 2006, 29 december |              | #77                            | #25                          | "Undeniable"/"Fake Bonanza"/"There is a Way"                     |
| Mos Definite                 | 2007, 30 april    |              |                                |                              | "Beef"                                                           |
| The Ecstatic                 | 2009, 9 juni      |              | #9                             | #2                           | "Life in Marvelous Times", "Quiet Dog", "Casa Bey", "Supermagic" |